# Daniel Santos
Daniel Santos, född den 10 oktober 1975 i San Juan, Puerto Rico, är en boxare från Puerto Rico som tog OS-brons i welterviktsboxning 1996 i Atlanta. I september 1996 påbörjade Santos sin professionella boxningskarriär.